# Diaplochelus karnkowskii
Diaplochelus karnkowskii är en skalbaggsart som beskrevs av Dombrow 2006. Diaplochelus karnkowskii ingår i släktet Diaplochelus och familjen Melolonthidae. Inga underarter finns listade i Catalogue of Life.